# Trojský mlýn
Trojský mlýn je bývalý panský vodní mlýn v Praze 7-Troji v ulici Povltavská, který stojí na pravém břehu Vltavy jihozápadně od Trojského zámku, kde sousedí s jižní částí Zoo Praha. Spolu se zámkem je chráněn jako nemovitá kulturní památka České republiky.

## Historie
Vodní mlýn je zmíněn roku 1433, kdy zde byl mlynářem Míka ze Zadního Ovence. Rokem 1534 je datovaná úmluva sousedů ze Zadního Ovence s mlynářem Janem Kopanem, podle které je v místě zapovězen rybolov. V letech 1565–1574 je zde připomínán mlynář Šebestián Rouchovanský ze Zadního Ovence, který vlastnil viniční pozemky v okolí, například stráň na vrchu Hradiště u Holešovic o výměře 5 strychů, kterou poté prodal Jakubu Popelářovi z Předního Ovence.

V roce 1603 byl majitelem mlýna královský místokomorník Jaroslav Vchynský z Vchynic (†1614). Od něj o čtyři roky později koupila mlýn s pilou, štěpnici, luka, dědiny, háj, vinici a platy z vinic Alžběta z Lobkowicz; mlýn je uváděn „z kamene postavený s klenutou světničkou“. Roku 1624 jej získal Albrecht z Valdštejna a od něj za 5500 kop grošů míšeňských Maxmilián z Valdštejna.
V roce 1678 prošel mlýn přestavbou a roku 1707 při něm postavil mlynář z Císařského mlýna jez v hlavním řečišti Vltavy. Zvýšená hladina vody ohrožovala domy v Troji i mlýn, který je uváděn jako zpustlý. Tereziánský katastr z roku 1757 jej také uvádí jako zpustlý a k němu majitele mlynáře Václava Masáka. Majitel jménem Masák je uváděn i roku 1840 a kolem tohoto roku je odtokový kanál značen jako suchý. Pravděpodobně v roce 1857 byla v místech mlýna postavena sýpka.

## Popis
Mlýnice a dům byly pod jednou střechou, ale dispozičně oddělené. Později postavená sýpka je mohutná vícepodlažní stavba ze smíšeného zdiva (cihly, opuka, pískovcové kvádry). Její severní trakt tvoří jádro zrušeného mlýna, ze kterého se dochovalo rozsáhlé sklepení s valenou klenbou.
Voda k mlýnu vedla náhonem a odtokovým kanálem se vracela zpět do řeky. Tento náhon zčásti dosud existuje, sousední Zoologická zahrada jej po úpravě využívá k napájení vodních ploch pro ptactvo.